# Incendio de la discoteca Fonda Milagros
El incendio de la discoteca Fonda Milagros fue un incendio ocurrido en dicha discoteca situada en la ciudad de Murcia (España), que se extendió a otras dos discotecas colindantes (Teatre, con la que compartía edificio, y Golden). Hubo 13 víctimas mortales y 24 heridos, 4 de ellos por inhalar humo.

## Contexto
El edificio que albergaba dos de las discotecas afectadas estaba situado en la zona de Las Atalayas de Murcia. El primero en abrir de estos clubes nocturnos fue el Teatre, que abrió sus puertas en 2008. Al parecer, la discoteca ya fue desalojada en junio de 2009 por un incendio en los cables que atravesaban su fachada. En 2019, los propietarios solicitaron a los funcionarios municipales que aprobaran la división del club en dos negocios separados, creando la discoteca Fonda Milagros como independiente de la Teatre. Sin embargo, se ordenó el cierre de Fonda Milagros en enero de 2022 después de que las autoridades determinaran que necesitaba una licencia independiente y carecía de otros requisitos, como un límite de aforo. Los dos clubes estaban separados por paredes compuestas únicamente de placas de pladur.

## Incendio
El incendio se produjo a primera hora de la mañana del 1 de octubre de 2023, alrededor de las 06:00. Comenzó en el primer piso de la discoteca Fonda Milagros y luego se extendió a la discoteca Teatre (con la que comparte edificio) y a la colindante Golden. Las autoridades atribuyeron la rápida propagación del incendio al sistema de aire acondicionado. La policía afirmó que la Fonda Milagros se derrumbó después de sufrir "daños estructurales sustanciales" por el incendio.
Más de 40 bomberos y 12 vehículos de emergencia acudieron al lugar, los bomberos llegaron a las 07:00 y extinguieron el incendio a las 08:00, después de lo cual descubrieron las primeras víctimas mortales dentro del edificio.

## Víctimas
Un total de 13 personas murieron en el incendio, todas ellas encontradas en la discoteca Fonda Milagros, mientras que otras 24 resultaron heridas. Al menos cuatro personas fueron hospitalizados por inhalación de humo. Sólo cinco víctimas mortales fueron identificadas mediante huellas dactilares y las restantes tuvieron que ser identificadas mediante pruebas de ADN.
Entre los fallecidos había ciudadanos de Colombia, Ecuador y Nicaragua.

## Investigación
La investigación judicial de los hechos corrió a cargo del Juzgado de Instrucción n.º 7 de Murcia. Las discotecas Fonda Milagros y Teatre eran propiedad de la empresa Teatre Murcia S. L., cuyo socio único y administrador único es Juan Inglés Rojo.
La discoteca Fonda Milagros, donde se originó el incendio, y las también afectadas Teatre y Golden, carecían de licencia de actividad y se había ordenado su cierre en enero de 2022. El Ayuntamiento de Murcia apartó cautelarmente a los funcionarios involucrados en el expediente administrativo de Teatre Murcia S. L. hasta esclarecer por qué no se efectuó la clausura, al tiempo que José Ballesta como alcalde anunció que el consistorio murciano se personará como acusación particular en el proceso judicial. A continuación, el ayuntamiento murciano inspeccionó otras salas de fiestas con órdenes de cese de actividad en el municipio y procedió a precintar una aún activa pese a carecer de licencia.